# Авдіївська сільська рада (Куликівський район)
Авді́ївська сільська́ ра́да — адміністративно-територіальна одиниця та орган місцевого самоврядування в Куликівському районі Чернігівської області. Адміністративний центр — село Авдіївка.

## Загальні відомості
Авдіївська сільська рада утворена у 1990 році.
- Територія ради: 28,6 км²
- Населення ради: 551 особа (станом на 2001 рік)

## Населені пункти
Сільській раді були підпорядковані населені пункти:
- с. Авдіївка

## Склад ради
Рада складалася з 14 депутатів та голови.
- Голова ради: Корявець Валерій Миколайович
- Секретар ради: Шумар Тамара Олександрівна

### Керівний склад попередніх скликань
| Прізвище, ім'я, по батькові  | Основні відомості                                                         | Дата обрання | Дата звільнення |
| ---------------------------- | ------------------------------------------------------------------------- | ------------ | --------------- |
| Корявець Валерій Миколайович | Сільський голова, 1967 року народження, освіта вища, член Народної партії | 26.03.2006   | 31.10.2010      |
| Корявець Валерій Миколайович | Сільський голова, 1967 року народження, освіта вища, член Партії регіонів | 31.10.2010   |                 |

Примітка: таблиця складена за даними сайту Верховної Ради України

### Депутати
За результатами місцевих виборів 2010 року депутатами ради стали:

#### За суб'єктами висування
| Суб'єкт висування            | Кількість обраних депутатів | %    |
| ---------------------------- | --------------------------- | ---- |
| Самовисування                | 8                           | 57,1 |
| Партія регіонів              | 5                           | 35,7 |
| Соціалістична партія України | 1                           | 7,1  |

#### За округами
| № округу                     | Прізвище, ім'я, по батькові  | Дата визнання обраним | Освіта             | Партійна приналежність                        | Відомості про обраного депутата                                     |
| ---------------------------- | ---------------------------- | --------------------- | ------------------ | --------------------------------------------- | ------------------------------------------------------------------- |
| Партія регіонів              |                              |                       |                    |                                               |                                                                     |
| 3                            | Момот Тамара Анатоліївна     | 02.11.2010            | середня спеціальна | член Партії регіонів                          | Авдіївський дошкільний навчальний заклад, кухар                     |
| 6                            | Корявець Світлана Миколаївна | 02.11.2010            | вища               | позапартійна                                  | Авдіївський дошкільний навчальний заклад, вихователь                |
| 7                            | Логвин Валентин Васильович   | 02.11.2010            | середня спеціальна | член Партії регіонів                          | тимчасово не працює                                                 |
| 10                           | Шумар Тамара Олександрівна   | 02.11.2010            | вища               | позапартійна                                  | Авдіївська сільська рада, секретар сільської ради                   |
| 14                           | Ілляш Іван Миколайович       | 02.11.2010            | середня            | позапартійний                                 | тимчасово не працює                                                 |
| Соціалістична партія України |                              |                       |                    |                                               |                                                                     |
| 2                            | Момот Петро Васильович       | 02.11.2010            | середня            | член Соціалістичної партії України            | ВАТ « Чернігівгаз», слюсар                                          |
| Самовисування                |                              |                       |                    |                                               |                                                                     |
| 1                            | Ілляш Ірина Миколаївна       | 02.11.2010            | середня            | позапартійна                                  | Авдіївський дошкільний навчальний заклад, помічник вихователя       |
| 4                            | Чава Ірина Вікторівна        | 02.11.2010            | середня спеціальна | член Всеукраїнського об'єднання «Батьківщина» | територіальний центр УПСЗН, соціальний працівник                    |
| 5                            | Братусенко Раїса Михайлівна  | 02.11.2010            | середня            | член Всеукраїнського об'єднання «Батьківщина» | тимчасово не працює                                                 |
| 8                            | Ілляш Олексій Петрович       | 02.11.2010            | середня            | позапартійний                                 | Сільськогосподарський обслуговуючий кооператив «Надія», механізатор |
| 9                            | Логвин Тетяна Михайлівна     | 24.11.2013            | середня спеціальна | член Партії регіонів                          | Авдіївський фельдшерський пункт, завідувачка                        |
| 11                           | Чугуй Валетина Михайлівна    | 02.11.2010            | вища               | член Народної партії                          | Авдіївська загальноосвітня школа І-ІІ ст., директор                 |
| 12                           | Старушко Надія Михайлівна    | 02.11.2010            | середня спеціальна | позапартійна                                  | Авдіївська сільська рада, бухгалтер                                 |
| 13                           | Дзезик Надія Петрівна        | 02.11.2010            | середня            | член Всеукраїнського об'єднання «Батьківщина» | пенсіонер                                                           |